# Batinjska Rijeka
Batinjska Rijeka – wieś w Chorwacji, w żupanii bielowarsko-bilogorskiej, w gminie Đulovac. W 2011 roku liczyła 30 mieszkańców.